# ایزنای
ایزنای (به فرانسوی: Aizenay) یک کمون در فرانسه است که در Canton of Le Poiré-sur-Vie واقع شده‌است.

## خصوصیات
ایزنای ۸۱٫۰۶ کیلومترمربع مساحت و ۷٬۴۵۷ نفر جمعیت دارد و ۶۲ متر بالاتر از سطح دریا واقع شده‌است.